# Zangaléwa
Zangaléwa est une chanson camerounaise. Elle est parfois appelée Zamina mina d'après les premiers mots.
Elle fait partie du répertoire des soldats, mais aussi des groupes de jeunes comme les scouts, dans toute l'Afrique. Son rythme est entraînant et elle peut servir de chanson de marche.
Elle a été popularisée par le groupe de musique militaire camerounais Golden Sounds en 1986, qui eut un tel succès avec ce titre qu'il changea son nom en Zangaléwa.
La chanson a été une source d'inspiration directe (sans autorisation) pour l'hymne de la Coupe du monde de football de 2010 interprété par Shakira. Sa mélodie est depuis mondialement connue.

## Paroles
Zamina mina hé hé hé
Waka waka éé é
Zamina mina zaaangaléwa
Ana wam a a
yango é é
yango éé é
Zamina mina zaaangaléwa
Ana wam a a
De nombreuses variantes existent lorsque cette chanson est transmise de bouche à oreille :
Zaminamina oh oh
Waka waka eh eh
Zaminamina zangalewa
Anawam ah ah
dJango eh eh
dJango eh eh
Zaminamina zangalewa
Anawam ah ah
Autre variante :
Zamina mina éh éh
Waka waka éh éh
Zamina mina zangalewa
Anawam ah ah
Zambo oh oh
Zambo éh éh
Zamina mina zangalewa
Anawa ah ah

## Traduction
Cette chanson est a priori interprétée en langue fang, répandue au Gabon, au sud du Cameroun, en Guinée équatoriale, et un peu à l'ouest de la Centrafrique. Ceci implique qu'elle est très souvent chantée sans en comprendre le sens.
Za engalomwa signifie en langue Fang "Qui t'a envoyé ?" : il serait ici question, selon Guy Dooh du groupe Zangaléwa, d'un militaire camerounais s'adressant à un autre d'origine étrangère.
Le terme ZANGALEWA pourrait aussi provenir d'une expression ewondo : Za anga loé wa ?, soit "Qui t'a appelé ?"
Le Cameroun étant un pays pluri-ethnique et plurilingue, tous les soldats ne savaient pas parler Ewondo. Aussi, avec le temps, za anga loé wa devint le Zangalewa que nous entendons dorénavant.
Lorsque les jeunes recrues de la garde républicaine camerounaise se plaignaient de la rigueur de la vie militaire, leurs chefs ou leurs camarades plus anciens leur posaient cette question : Za anga loé wa ?, que l'on peut traduire par : "Personne ne t'a obligé à rentrer dans l'armée, ne te plains plus !"
Traduction littérale et de sens : 
Za'ane mina mina hé hé.
Venez vous autres hé hé.
Wa ka wa ka
Tu te plains (x2) OU l'un à gauche, l'autre à droite
Za  anga lue wa?
Qui t'a appelé ?
Ana  wom   ah ah
Ma maman ah ah
Yanegue (yango)   hé hé
Attends hé hé
Visualisation de la chanson en français
D'autres paroles de la chanson :
"Quand je pousse à droite, toi tu pousses à gauche, quand je pousse à gauche, toi tu pousses à droite...
"No toucham my gari hé! You sabi sé, I get small-no-be-sick noon? (En Camfranglais: Ne t'approche pas de mes intérêts ; tu sais que je peux devenir furieux, n'est-il pas ?)

## Interprètes
Cette chanson a été interprétée ou reprise par :
- Golden Sounds dans l'album Zangaléwa
- Adane Best
- Los Condes
- Vic Nees
- Bestmachine (Suriname) Samina mina
- Tom Pease dans Daddy Starts To Dance! (1996)
- Blacks à braque et les Tambours majeurs dans l'album Les Hauts de Rouen percutent...
- Laughing Pizza dans Pizza Party (2004)
- Nakk dans Zamina (2006)
- Didier Awadi (Zamouna) dans l'album Sunugaal (2008)
- BB DJ avec le titre Enfant poli
- Las Chicas del Can dont la version s'appelle "El Negro no puede"
- Shakira reprend le titre sous le nom Waka Waka (This Time for Africa) avec le groupe sud-africain Freshlyground en tant que chanson officielle de la Coupe du Monde 2010 en Afrique du Sud. Elle a été interprétée lors de la cérémonie de clôture, avant la finale[3].
- Magic System en partie sous le nom de La Danse des magiciens dans l'album Toutè Kalé.
- Werrason (titre Waka waka) dans l'album Kibuisa Mpimpa ou (titre Kata Fumbwa) dans l'album Fleche Ingeta.